# Parupeneus multifasciatus
Parupeneus multifasciatus es una especie de peces de la familia Mullidae en el orden de los Perciformes.

## Morfología
Los machos pueden llegar alcanzar los 35 cm de longitud total.

## Distribución geográfica
Se encuentra desde el este del océano Índico hasta las islas Hawái, las islas Marquesas, las Tuamotu, el sur del Japón y la isla de Pascua.

## Hábitat
Es un pez de mar.